# Ornica
Ornica là một đô thị ở tỉnh Bergamo trong vùng Lombardia của nước Ý, có vị trí cách khoảng 70 km về phía đông bắc của Milano và khoảng 30 km về phía bắc của Bergamo, at the feet of the Pizzo Tre Signori.
Ornica giáp các đô thị: Cassiglio, Cusio, Gerola Alta, Valtorta.